# Штернберг Лев Якович
Лев (Хаїм-Лейб) Якович Штернберг (3 травня 1861, Житомир — 14 серпня 1927, Дудергоф поблизу Ленінграда)— російський і радянський етнограф, член-кореспондент АН СРСР відділу палеоазійських народів (1924),професор Петроградського університету (1918).

## Біографія
Л. Штенберг спочатку проходив навчання у Петербурзькому університеті на фізико-математичному факультеті. Потім перейшов до юридичного факультету Новоросійського університету. У вільний від навчання час працював у так званих революційних гуртках. У 1886 році був заарештований за активну участь у підпільних молодіжних організаціях. Навесні 1889 року після трирічного перебування в Одеській центральній в'язниці, був засланий (1889—1897 рр.) на Сахалін.
Під час багаторічного заслання він детально досліджував суспільний устрій, релігійні вірування і звичайне право нівхів (гиляків) сахалінських і амурських, айнів, і різних тунгусо-маньчжурських племен. Під час перебування в засланні Леву Штернбергу вдалося відкрити й описати класифікаторську систему спорідненості, а також ще наявні пережитки групового шлюбу у гиляків, а також у орочів.
З 1901 року він працював у Музеї етнографії та антропології в Санкт-Петербурзі. Викладав на етнографічному відділенні Державного географічного інституту, а пізніше Ленінградського інституту історії та літератури.
Л. Штернберг брав участь в радикальних журналах і газетах. Відомо, що стаття Л.Штернберга в газеті «Наші дні» була причиною закриття цієї газети. У 1883 році закінчив Новоросійський університет. У Європейській Росії його втратили та довгий час не знали, де він знаходиться. Лише згодом стало відомо, що він засланий на о. Сахалін. Свій диплом про закінчення університету Л.Штернберг отримав лише в 1902 році. На Сахаліні він теж потрапив у немилість: за сміливе слово, сказане військовому губернаторові генерал-лейтенанту М.Н. Ляпунову на захист товариша, він піддався вторинному засланні в більш віддалені місця, сусідство з гиляками, вивченням яких він тоді ж і зайнявся.
У 1894 році Лев Якович здійснив подорож на крайню північ острова Сахалін, частково на човні вздовж західного берега, а частково — пішки. Виїхав він 8 липня і повернувся в порт Олександрівський 20 вересня. Всього він подолав 840 верст. Л.Штернберг дав фізико-географічний опис пройденого ним шляху і зібрав багатий матеріал з етнографії. Під час розкопок на Тиковській косі він вперше зробив знахідки кам'яних знарядь на території гиляцької осілості.
Присвятивши себе написанню етнографічних та  лінгвістичних робіт, Лев Якович протягом семи років вивчав фольклор, археологію, побут і мову тубільного населення острова Сахалін. Його роботи про гиляків вперше були надруковані в «Етнографічному огляді» 1893, 1894, 1901 і 1903 років. Вони привернули до себе увагу всього наукового світу, і тоді Імператорська Санкт-Петербурзька академія наук у 1897 році порушила клопотання про повернення його із заслання. Тоді ж йому було запропоновано місце штатного етнографа в Музеї антропології й етнографії при академії.
В 1897 році він достроково повернувся на батьківщину і вже через рік, у 1898 році, представив через академіків К.Р. Залемана та В.В. Радлова для публікації власної роботи «Зразки матеріалів з вивчення гиляцької мови та фольклору».
У 1901 році директор Музею антропології та етнографії В. Радлов запросив його на посаду старшого етнографа музею. Я. Штернберг і В. Радлов до 1910 року довели до ладу колекції, що дісталися в спадщину від Петровської кунсткамери. Але для отримання права проживання в Петербурзі він повинен був у спішному порядку скласти екстерном іспит при Петербурзькому Університеті, від якого й отримав у 1902 році диплом першого ступеня (по юридичному факультету).

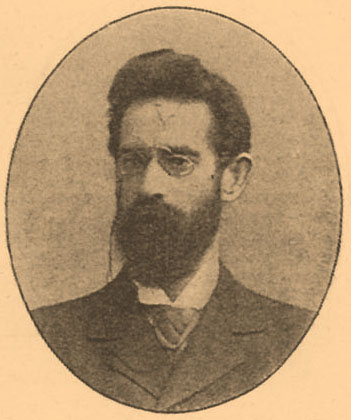
Лев Якович Штернберг, етнограф Імператорської академії наук

З 1904 по 1914 рр. Лев Якович читав в музеї ряд курсів з етнографії як окремим групам студентів, так і педагогам. У 1915 році, він взяв участь в організації Вищих географічних курсів, які потім були перетворені в Географічний інститут з етнографічним факультетом. Професором і деканом цього етнографічного факультету він працював весь час.
Співпрацював з «Енциклопедичним словником» Брокгауза та Ефрона, у періодичних виданнях Партії соціалістів-революціонерів. Був близьким до редакції журналу «Російське багатство». Він також був членом редакції журналу «Новий схід», в якому вів відділ «Бесіди з читачами». Л.Штернберг — один з редакторів тримісячного журналу «Еврейская старина», що існував в 1908—1930 роках і видавався при Єврейському історико-етнографічному суспільстві.
До початку Першої світової війни входив в одну з петербурзьких лож Великого сходу народів Росії. У 1915 році разом з Дмитром Павловичем Рузським та Соломоном Володимировичем Познером входив до гуртка, який поклав початок Російської радикально-демократичної партії.
Після реорганізації Географічного інституту в 1925 році у  географічний факультет Ленінградського державного університету, Лев Якович був головою етнографічного відділення цього факультету і професором його до останніх днів життя. Він також читав у 1917 році лекції на Східному факультеті Ленінградського університету.
Протягом багатьох років він був одним з двох секретарів Російського комітету для вивчення Середньої і Східної Азії.
У 1910 році він відправився в експедицію на Амур і Сахалін для додаткового обстеження вивчених ним раніше народностей. В 1917 році Лев Якович був також головою Сибірської підкомісії зі складання етнографічної карти Росії при Географічному суспільстві, а з 1920 року — головою Сибірського відділу комісії з вивчення племінного складу населення СРСР.
Він був також головою Єврейського історико-етнографічного товариства, при якому, з його ініціативи та за його активної участі був організований Єврейський музей.
Він брав участь разом з В.Р. Богоразом у заснуванні Ленінградського робітфаку північних народностей, нині Північного факультету при Ленінградському східному інституті, а також був професором цього інституту.
Брат — фтизіатр Абрам Якович Штернберг (1873—1927 р.р.), професор, засновник і директор туберкульозного інституту в Санкт-Петербурзі.

## Наукові досягнення
Л.Штернберг доводив єдність людства з позицій еволюціонізму. Етнографію розумів як науку про культуру первісних народів та її пережитки. Також він вніс значний внесок у вивчення первісної релігії (уявлення про надприродних «господарях», «избранничестве», схема етапів еволюції вірувань тощо).
Заарештований радянською владою в лютому 1921 року. Звільнений за клопотанням Максима Горького.
Наукові вихованці: Н.П. Диренкова, Е.П. Крейнович, Р.Н. Прокоф'єв, Р.М. Василевич, С.В. Іванов, К.Е. Каруновская, С.М. Абрамзон, Л.П. Потапов, А.А. Попов та інші.

## Пам'ять
Похований на Преображенському єврейському кладовищі в Санкт-Петербурзі.

## Праці Л. Штернберга
- Материалы по изучению гиляцкого языка и фольклора. Т. 1. Образцы народной словесности. Ч. 1. Эпос. СПб.: Тип. Императорской Академии Наук, 1908. 252 с.
- Гиляки, орочи, гольды, негидальцы, айны. Хабаровск, 1933;
- Первобытная религия в свете этнографии, Л., 1936.